# Пююхтия, Никлас
Никлас Антон Юхана Пююхтия (фин. Niklas Anton Juhana Pyyhtiä; род. 25 сентября 2003, Турку) — финский футболист, полузащитник клуба «Болонья» и сборной Финляндии до 21 года.

## Карьера

### «ТПС»
Играл в молодёжной команде «ТПС». Дебютировал за клуб в чемпионате Юккёнен против «КТП». В Высшей лиге Финляндии дебютировал в июле 2020 года в матче против клуба «Ильвес». В Кубке Финляндии сыграл в матче с «ХИКом».

### «Хонка»
В 2021 года отправился в аренду в клуб «Хонка», а после ее окончания с клубом был подписан полноценный контракт. Дошёл до полуфинала Кубка Финляндии в сезоне 2020/21. Летом 2021 года сыграл в квалификации Лиги Конференций УЕФА в матчах против «Рунавика» и «Домжале».

### «Болонья»
В августе 2021 года подписал контракт с итальянской «Болоньей». Никласа заявили в основную и молодёжную команду. Дебют в Серии А состоялся 17 января 2021 года в матче с «Наполи». В молодёжном первенстве Италии Никлас сыграл осенью 2021 года с «Лечче».

## Карьера в сборной
Играл за сборные Финляндии до 17, 19 и 21 года.